# Hatzegopteryx
Hatzegopteryx war ein sehr großer Kurzschwanzflugsaurier (Pterodactyloidea) aus der europäischen Oberkreide. Einzige beschriebene Art ist Hatzegopteryx thambema.
Die Fossilien des Flugsauriers wurden 1978 von dem Paläontologen Dan Grigorescu im Hațeg-Becken in der Densu-Ciula-Formation im Nordwesten Rumäniens gefunden und zunächst für die Überreste eines theropoden Dinosauriers gehalten. Erst Ende der 1990er Jahre erkannte man am leichten Knochenbau, dass es sich um einen Flugsaurier handelte. Hatzegopteryx lebte am Ende der Kreidezeit (Maastrichtium).

## Beschreibung, Lebensweise und Umwelt
Die ersten Funde von Hatzegopteryx waren Fragmente des Schädels und des proximalen (körpernahen) Teils des Oberarmknochens (Humerus). Aus der geschätzten Länge (etwa 550 mm) und dem Durchmesser (90 mm) der erhaltenen Skelettteile lässt sich eine Flügelspannweite von 12 Metern ableiten. Damit zählt Hatzegopteryx zu den größten flugfähigen Tieren der Erdgeschichte, mit annähernd gleicher Spannweite wie der riesige Flugsaurier Quetzalcoatlus aus der Oberkreide von Texas (USA). Der Schädel von Hatzegopteryx war etwa drei Meter lang und gilt damit als der größte bekannte Schädel eines nichtmarinen Wirbeltieres. Ursprünglich wurde das Gewicht des Flugsauriers auf rund 100 kg geschätzt, neuere Untersuchungen lassen jedoch vermuten, dass er möglicherweise über 200 kg wog. Am Boden dürfte er in aufrechter Körperhaltung mit 5 bis 6 Metern eine ähnliche Höhe wie eine ausgewachsene männliche Giraffe erreicht haben.
In der Oberkreide waren weite Teile des heutigen Süd-, Mittel- und Südost-Europas vom Tethys-Meer überflutet. Mehr oder minder umfangreiche Landflächen existierten als ausgedehnter Archipel, auf dessen Inseln landbewohnende Vertebraten (Wirbeltiere) sich häufig zu einer typischen und relativ vielfältigen Inselfauna – überwiegend in Form kleinwüchsiger herbivorer Dinosaurier – entwickelt hatten. Diese subtropisch geprägten und zum Teil von Wäldern bewachsenen Habitate blieben bis zum Massenaussterben an der Kreide-Paläogen-Grenze (66 mya) ohne signifikante Abnahme der Biodiversität bestehen. Neuere Fossilfunde deuten zudem darauf hin, dass während der späten Kreide die Artenvielfalt der Pterosauria auch in anderen Regionen (wie zum Beispiel im heutigen Nordafrika) nicht nur konstant blieb, sondern eventuell sogar zunahm.
In Bezug auf die fossile Überlieferung ist die im Maastrichtium etwa 80.000 km² große Hațeg-Insel (heute ein Teil der Landfläche Rumäniens) von besonderer Bedeutung. Dieses Gebiet ist nicht nur eine Fundstätte der fossilen Überreste von Hatzegopteryx und anderen Flugsauriern, sondern erlaubt auch Rückschlüsse auf das Ökosystem einer spätkreidezeitlichen „Inselwelt“. Durch die Abwesenheit größerer Theropoden bildete Hatzegopteryx sehr wahrscheinlich die Spitze der damaligen Nahrungspyramide. Dank einer speziellen biomechanischen Anpassung von Hals und Nacken konnte er vermutlich Beutetiere bis zur Größe eines Ponys erlegen und als Ganzes verschlingen.

## Namensherkunft
Der Gattungsname setzt sich aus dem rumänischen Hațeg (deutsch Hötzing, der Name des Fundortes in Transsylvanien) und dem altgriechischen pteryx (ἡ πτέρυξ, -υγος (auch: ἡ πτερύξ, -ῦγος) = Flügel) zusammen. Das Epitheton (Namenszusatz) thambema (τό θάμβημα, -ήματος = der Schrecken) spielt auf die enorme Größe dieses Pterosauriers an.